# Manfred Willmann
Manfred Willmann (* 16. August 1952 in Graz) ist ein österreichischer Fotograf.

## Leben
Willmann besuchte von 1966 bis 1970 die Fachschulklasse für Dekorative Gestaltung sowie 1970/1971 die Meisterklasse für Gebrauchsgrafik an der Bundeslehranstalt für das Baufach und Kunstgewerbe (Ortweinschule) in Graz. Danach war er als freischaffender Fotograf tätig. 1974/1975 leitete er die Fotogalerie im Schillerhof, Graz.
In den Jahren 1975 bis 1996 leitete er mit Christine Frisinghelli das Fotoreferat und die Organisation des Ausstellungs- und Symposionsprogrammes im Forum Stadtpark in Graz.
Von 1980 bis 2009 war er Herausgeber der Zeitschrift Camera Austria.
1988 erhielt Willmann ein Arbeitsstipendium für künstlerische Fotografie und 1993 ein Rom-Stipendium des Bundesministeriums für Unterricht und Kunst.
1994 wurde er mit dem Kulturpreis der Deutschen Gesellschaft für Photographie ausgezeichnet. 2002 erhielt er das Goldene Ehrenzeichen der Stadt Graz, das er 2019 wieder zurückgab. 2009 wurde ihm der Staatspreis für künstlerische Fotografie verliehen.

## Werk
Die Arbeiten von Manfred Willmann richten ihren Fokus auf Szenen aus seinem persönlichen Umfeld in Graz und der Südsteiermark. Im Gegensatz zu den in dieser Zeit für die künstlerische Fotografie praktisch ausschließlich in Schwarzweiß arbeitenden Fotografen setzt er wegweisend die Farbfotografie als künstlerisches Ausdrucksmittel ein.
Die konsequente Verwendung des Blitzlichts und seine direkte, subjektive Sichtweise auf Details mündet in für ihn charakteristische Serien, wie Die Welt ist schön, (1983) oder Das Land (2000).
Die Serien gehen über das reine Registrieren von Erscheinungen hinaus und entlarven die Klischees des idyllischen Landlebens. „Ich möchte dem Zeitgefühl voraus sein. Ich möchte die Dinge schöner zeigen als sie sind, oder hässlicher“. (Manfred Willmann)

## Ausstellungen
- 2019 Manfred Willmann, Albertina, Wien (Katalog)
- 2019 Blitz & Enzianblau / 2018/2017, FOTOHOF, Salzburg
- 2011 La Tara / Das Land, Muzeul Taranului Roman, Bucharest, Rumänien
Manfred Willmann. Arbeit, Dolenjski Muzej, Novo mesto, Slowenien
- 2009 Das Land, mit Seiichi Furuya, Osaka Castle, Osaka, JP
- 2006 Das Land, Circulo de Bellas Artes, Madrid/PhotoEspana
- 2005 WERKBLICK, Retrospektive, Neue Galerie am Landesmuseum Joanneum, Graz
Das Land, Kunsthaus Muerz, Mürzzuschlag, A
- 2004 Oman, Galerie Bleich-Rossi, Graz
- 2003 Manfred Willmann, Wiener Secession, Wien, A (Katalog)
Das Land, Spazio Foto Credito Artigiano, Firenze, I; Orchesterhaus des Mozarteum Orchesters, Salzburg
- 2002 Das Land, Galerija Miroslav Kraljevic, Zagreb, CRO (Katalog)
Oman, Galerija Krizic, Zagreb, CRO
Japanese Food, Galerija Minima, Zagreb, CRO
Das Land", Lerch-Haus, Eibiswald; Galerie Museum, Bozen/Bolzano, I
- 2001 Lebensmittel, KunstRaum Hinrichs, Trier, D
Das Land, Fotografie-Triennale Zadar, CRO (Katalog)
- 1997 Werkschau II, Arbeiten von 1971-1996, Fotogalerie Wien (Katalog)
- 1996 Das Land, Stedelijk Museum, Amsterdam, NL
- 1995 Pour Christine, Le Garage, Reims, F
- 1993 Die Japan-Arbeit, Galerie Eugen Lendl, Graz
- 1992 Das Land, Kunstraum Klaus Hinrichs, Trier, D
- 1991 Die Sieger and more, Galerie Torch, Amsterdam, NL
Blitz & Enzianblau, Galerie Eboran, Salzburg
- 1990 Die Sieger, Museum Folkwang, Essen, BRD
Du liebst mich nicht – Ich lieb Dich nicht, Galerie Fotohof, Salzburg
- 1989 Die Sieger (Übungsstunde), Wiener Secession, Wien; Forum Stadtpark, Graz (Katalog)
Die Welt ist schön, Brasil Inter Art Galerie, Paris, F
- 1988 Für Christine, Fotogalerie im Wedding, Berlin, D; Galerie in der Ortenburgerstraße, Spittal/Drau
- 1986 Die Welt ist schön, Fotogalerija, Novo Mesto, Slowenien
- 1985 Die Welt ist schön, Werkstatt für Photographie, Berlin, D; Srecna Galerija, Belgrad, YU
Schwarz und Gold, ARPA, Bordeaux, F
- 1984 Die Welt ist schön, Rheinisches Landesmuseum, Bonn, D
Schwarz und Gold, Museo de Arte Moderna, Tarragona, E; Fotogalerie Koralmhalle, Deutschlandsberg
Die Welt ist schön, Kulturhaus, Weiz; Muzej Suvremene Umjetnosti, Zagreb, Kroatien; Libreria Agorà, Turin, I; Musei Comunali, Rimini, I
- 1983 Die Welt ist schön, Neue Galerie am Landesmuseum Joanneum, Graz (Katalog)
Schwarz und Gold, Galerie Agathe Gaillard, Paris, F
Die Welt ist schön, ORF-Zentrum Salzburg
Mythos und Ritual: Europastraße, Kulturhaus der Stadt Graz (mit S. Furuya und H. Tezak)
- 1982 Schwarz und Gold, Galerie 7-Stern, Steyr
Arusha, Schulgalerie Lichtenfels, Graz
Die Welt ist schön, Gesamthochschule, Essen, D
Schwarz und Gold, Kulturhaus der Stadt Graz
Schwarz und Gold, Galerie Fotohof, Salzburg
- 1981 Schwarz und Gold, Arhiv TD, Zagreb, Kroatien; Sammlung Fotografis Länderbank, Wien
Milieu, Kulturhaus der Stadt Graz (Katalog)
- 1980 Arusha, Kulturzentrum, Mürzzuschlag
- 1979 Sommer 1978, Sparkasse, Deutschlandsberg
- 1977 Kontaktporträts, Schulgalerie, Wörgl
- 1976 Kontaktporträts, Ganggalerie, Rathaus Graz (Katalog)
Frankreich 1976, Audiovisuelles Zentrum, Graz (mit B. Lenart)
- 1975 Fotogalerija Koper, Slowenien
- 1974 Kulturhaus, Weiz

In zahlreichen Gruppenausstellungen war Manfred Willmann vor allem in Europa, aber auch in den USA und Japan zu sehen.

## Monografien
- 1976 Grazer Kontaktporträts, Text: Richard Kriesche, Sonderdruck aus: protokolle Nr. 76/2, Hg. Otto Breicha, Jugend & Volk, Wien 1976
- 1981 Schwarz und Gold, Text: Albert Goldstein, Edition Camera Austria, Graz 1981
Milieu, Text: Otto Breicha, Sonderdruck aus: protokolle Nr. 81/3, Jugend & Volk, Wien 1981
- 1983 Die Welt ist schön, Texte: Werner Fenz, Klaus Honnef, Ausstellungskatalog, Neue Galerie am Landesmuseum Joanneum, Graz
Ich über mich, Fotografien zu Texten von Helmut Eisendle, Verlag Droschl, Graz 1983
- 1989 Die Sieger, Ausstellungskatalog Forum Stadtpark, Graz; Wiener Secession, Wien; Museum Folkwang, Essen; Akademische Druck- und Verlagsanstalt, Graz 1989
- 1997 Werkschau II, Arbeiten von 1971–1996; Texte von Reinhard Braun, Hripsimé Visser, u. a.; Fotogalerie Wien, Triton Verlag, Wien 1997
- 2000 Das Land, Fotohof edition, Salzburg 2000
- 2002 Bemti – Schuti, Text von Ivica Zupan, Galerija Kraljevic, Zagreb 2002
- 2003 Manfred Willmann, Texte: Marina Grzinic, Wolfgang Kos, Ausstellungskatalog: Wiener Secession, Wien 2003
- 2005 WERKBLICK, mit Texten von / Texts by: Peter Pakesch, Maren Lübbke-Tidow, Georg Schöllhammer und Hripsimé Visser. Verlag der Buchhandlung Walther König, Köln/Cologne, Köln 2005
- 2017 Blitz & Enzianblau, mit Text von Jörg Schlick. 2017. Salzburg: FOTOHOF edition. ISBN 978-3-902993-52-6